# ZOIDS concept art
『ZOIDS concept art』（ゾイド コンセプトアート）は、ホビージャパンから刊行されているコンセプトアートブックである。既刊4巻。

## 概要
2010年8月から刊行開始。シーンごとに描かれたイラスト、簡易なテキストによるストーリーと、ゾイド図鑑が掲載された架空戦記となっている。
本作の著者は、ゾイドの初期シリーズに携わり「ゾイドの生みの親の一人」と呼ばれる徳山光俊で、
細かな設定をつけずにビジュアル重視のアート絵本とすることで子どもたちが自由に空想して遊べる余地を多くしており、アニメ等が原作のキャラクター玩具にはない「（自由に想像が膨らむ）オリジナル玩具としての良さ」をタカラトミーの次世代に残すためのコンセプトアートと位置づけている。
世界観は往年のゾイドバトルストーリーの諸要素を散りばめつつも新規に起されたものとなっており、一巻では惑星開拓とゾイドの創造という物語の起点が描かれ、二巻以降では旧来シリーズからのゾイドたちもデザインアレンジが加えられたうえで登場する。
ゾイド30周年における2013年にはこの世界観を踏襲した派生作品であるゾイドオリジナルも展開された。

## あらすじ

### 1巻
遥か彼方の未来。度重なる戦争と環境破壊により、人類と地球は滅亡の危機に瀕していた。人々は脱出船『ZOIC-NOA』で金属惑星『ゾイド』に移住し、そこに生息する原始金属生命体に地球生物のDNAを組み込み『ゾイド』を創造するとともに、それらを使って新たな生活と惑星開拓を始めていく。
だが、進化していくゾイドは人間のコントロールを超越し、開拓者たちの脅威となった。そういったゾイドから身を守るため、開拓者たちは『ゾイドバスター』を結成する。人々の支持を背景に次第にゾイドバスターは勢力を拡大し、やがて惑星ゾイド・中央大陸は民主共和勢力とゾイドバスターらが中心となった武装軍事勢力に二分され、それらの対立によって大規模な戦乱に発展していく。

### 2巻
民主共和勢力と武装軍事勢力の戦いの最中、空から一隻の宇宙船が飛来した。この惑星探査船『GⅢ』からもたらされた技術者や軍人によって両陣営はその軍備を拡張し、体制もそれぞれ『共和国』『帝国』へと移行する。
新たな技術によって戦争がより激化していくその舞台裏では、ZOIC-NOAの残骸をゆりかごに独自進化を遂げたデスザウラーが生まれようとしていた。

### 3巻
快進撃を続ける共和国軍は、とうとう帝国首都目前までその歩を進めた。だがその時、Drデモンが調整を行った最強ゾイド・デスザウラーが共和国領土に奇襲を成功させ、二面作戦を余儀なくされてしまう。共和国軍は総力をかけ、マッドサンダー、ウルトラザウルスといった精鋭ゾイドたちを繰り出しこれに立ち向かっていく。デスザウラーに苦戦しつつもマッドサンダーと改造型ゴジュラスの連携によってこれの撃破に成功し、別動隊も帝国首都を攻略した事によって大戦は共和国の勝利で終わった。

### 暗黒軍の襲来
共和国と帝国の長きに渡る中央大陸戦争は、共和国の勝利で幕を閉じた。二分されていた国家群は統合され連邦が発足。戦乱が続いた惑星に平和が訪れたかのように見えた。
しかし、戦争によって人々の生活やゾイドの生命活動に必要な資源物資『ゾイドニューム』が枯渇した事により、連邦政府は惑星『デザートショア』への進出を決定し、探査船『ホエールカイザー』を発進させる。
そこに待ち受けていたのは独自進化を遂げた新たなゾイドと、惑星に住まう部族、そして新たな陰謀を画策する元帝国技術者・Drデモンを擁する暗黒軍であった。Drデモンの策略によって惑星ゾイドは窮地に立たされるが、交戦の末これを退ける事に成功する。そしてデザートショアに赴いていた連邦部隊は現地民に自然エネルギーの活用法を教わり、惑星ゾイドに帰還する。

## 登場ゾイド
本作では、発刊時点で従来のゾイドシリーズ（玩具・アニメ・ゲーム）では登場していないオリジナルモチーフのゾイドも登場する。ゾイドの名称や簡単な説明は、各巻末の「メカニックファイル」に図解されており、ゾイド以外で登場するメカ（兵器等）を含めて通し番号（MACHANIC FILE 01〜）が振られている。物語では、原始的なゾイドから戦闘兵器化されたゾイドまで一連の経過が描かれているが、いわゆるゾイドとしての固有名詞が当てられているのは兵器化された「戦闘機械獣」のみであり、それ以前のゾイド（WILD〜PROTOTYPE）はモチーフの生物名そのままで呼称されている。
- PRIMITIVE-ZOIDS：惑星ゾイドの原始生命体。ケイ素生物であり、脳と心臓の役割を持つ核を甲羅で守っている。ZOICラボの科学者によって地球生物の遺伝子が組み込まれる。
- WILD-ZOIDS：原始生命体から進化した金属生命体。その名の通りの野生動物で、陸海空のあらゆる領域に生態系を構築した。肉食動物型の野生ゾイドは、草食動物型の野生ゾイドを捕食する。
- TRAIN-ZOIDS：ゾイド人によって飼い慣らされたゾイド。作中では、農耕用・競技用・輸送用などのゾイドが確認できる。いわゆる家畜的な存在であり、ゾイド人は戦象のようにゾイドの上に搭乗している。
- PROTOTYPE-ZOIDS：コクピットを搭載してパイロットと直接の意思疎通が可能となった初期のメカ生体ゾイド。宇宙船ZOIC-NOAのナノマシンの作用により中枢器官ゾイドコアが発生したことで、人類のコンピュータとの接続ができるようになった。このメカ生体ゾイドを武装化したものが「戦闘機械獣」と呼ばれる。

### ゾイド一覧
SEA-ZOIDS
海棲の野生ゾイド群。CELACANTH（シーラカンス）、TRILOBITE（三葉虫）、MICHELINOCERAS（ミケリノセラス）、AMMONOIDEA（アンモナイト）など。
PTERANODON（プテラノドン）
翼竜型の野生ゾイド。金属皮膜の翼で飛行する。
3巻には、地質学者の助手によって調教された野生ゾイドとして「調教プテラノドン（TRAINED PTERANODON）」が登場、昏睡状態のゴジュラスパイロットを共和国首都まで搬送した。
PLESIOSAURUS（プレシオサウルス）
首長竜型の海棲野生ゾイド。貝類型ゾイドを捕食する習性がある。
MAMENCHISAURUS（マメンチサウルス）
野生ゾイド最大級の竜脚類型ゾイド。「ゾイド使い」たちによって捕獲・調教されて首の両脇に自衛用の銃座で武装した物資輸送用大型ゾイドとして運用される。後に、民主共和国勢力により長距離砲が搭載されて砲撃型ゾイドとなった。長距離砲発射時の衝撃に備えて脚部にダンパーを脚部に備える。
2巻では、背中に大口径ロングキャノン2門と胴体両側面に電磁シールドを装備した「マメンチサウルス 強化キャノンタイプ（ADVANCED BANNON TYPE）」となる。3巻の城塞都市ダリオス攻略戦やウィルソン湖攻防戦にも参戦している。
LION（ライオン）
猛獣型の野生ゾイド。優秀なゾイド使いをパートナーとする。
TORICERATOPS（トリケラトプス）
3本の角と襟巻き状フリルが特徴的な草食獣（角竜類）型野生ゾイド。ゾイド人に飼育される農耕用TORICERATOPSは、コンバインハーベスターのような機構が取り付けられている。また、対肉食獣型野生ゾイド用の移動砲台を牽引する姿も紹介されている。
ANKYLOSAURUS（アンキロサウルス）
草食獣（曲竜類）型の野生ゾイド。肉食獣型ゾイドに対抗して徹底的な装甲進化を遂げたとされる。飼育されると、BIG-SLEIGH（そり）を引かせて犬ぞりのような競技にも使われる。
2巻では、地質学者の助手が乗る「助手のアンキロサウルス」が登場。メカ生体化されていない野生ゾイドであるため、背中に搭乗席や荷台を取り付けてある。
TYRANNNOSAURUS（ティラノサウルス）
凶暴な肉食獣型（獣脚類）ゾイド。MAMENCHISAURUSのような大型ゾイドにも襲いかかるため、ゾイドにもゾイド人にも脅威となった。
KONG（ゴリラ）
類人猿型の野生ゾイド。知能も高いとされる希少な固有種。
SMILODON（スミロドン）
剣歯虎型の中型ゾイド。野生ゾイド自体も獰猛かつ敏捷だが、より機械化を遂げた新種「MISSING-LINK-ZOIDS」を経て、対肉食獣ゾイド退治を請け負ってきたゾイドバスター隊の新戦力となる。最終的に、背中に大口径衝撃弾発射ドラムを搭載した軍事武装勢力の主力となるプロトタイプゾイドになった。
TAPEJARA（タペヤラ）
翼竜型の赤いプロトタイプゾイド。武装軍事勢力の主力空撃機で、制御系に電子索敵装置が組み込まれている。
TARANTULA（タランチュラ）・EDAPHOSAURUS（エダフォサウルス）
武装軍事勢力の索敵支援型のプロトタイプゾイド。民主共和国勢力との開戦直前には、国境線まで偵察部隊として派遣されている。SMILODONなどと同様、統一された赤いカラーリングが特徴。
STYRACOSAURUS（スティラコサウルス）
武装軍事勢力の重装甲型攻撃ゾイド。角に武装を施された主力のプロトタイプゾイド。名称不明だが背中にも大型砲を搭載している。
STEGOSAURUS（ステゴサウルス）
民主共和勢力の自走砲プロトタイプゾイド。大型砲1門を背負っている。防御陣形に適しているとされるが、初戦では機動性に優れるSMILODONにより防衛ラインを突破された。
RHAMPHORHYNCHUS（ランフォリンクス）
民主共和国勢力が使っている空撃型プロトタイプゾイド。作中ではドッグファイトだけでなく対地攻撃も行っている。
ALBERTOSAURUS（アルバートサウルス）
民主共和国勢力の獣脚類型プロトタイプゾイド。希少であるため優秀なゾイド乗りだけが搭乗する。機動力があるためSMILODONへの対抗力と互角の戦闘を展開している。背中に大型砲1門を搭載。
HYENODON（ヒアエノドン）
民主共和国勢力の遊撃部隊に所属する強襲型プロトタイプゾイド。夜戦能力を有している。カラーリングは青。
MAMMOTH（マンモス）
民主共和国勢力の偵察指揮型プロトタイプゾイド。索敵能力がある。
BUFFALO（バッファロー）
民主共和国勢力の遊撃部隊に所属する攻撃型プロトタイプゾイド。HYENODONと同様の青いカラーリングが特徴。
カノントータス
共和国軍の水陸両用の強襲型カメ型ゾイドで、戦闘のみならず物資や兵員輸送もこなす汎用機。物語中では、偵察部隊や上陸部隊などに配備されているのが確認できる。2巻に登場するカノントータスは、従来のキット版カノントータスに比較的近いデザインで主砲1門と甲羅の装甲を持つ。
3巻ではトラップ遊撃隊の歩兵支援を行う特殊仕様の「遊撃支援タイプ（COMMANDO SUPPORT TYPE）」が登場し、主砲の代わりに迫撃砲などの重火器を複数搭載し、増加装甲と思われるパーツが頭部と両側面に取り付けられている。兵員輸送能力に加えて、小型バイクも搭載する。
その他のタイプとして、「地質学者のカノントータス」と呼ばれる調査・分析用キャラバン型の改造機がある。背中の大型砲は取り除かれており、天体望遠鏡・パラボラアンテナ・風速計を装備。
スマートフォン用ゲーム『ZOIDS Material Hunters』にもプレイアブルゾイドとして実装されている。
ゴドス
近接戦闘能力に優れた共和国軍の汎用機。2巻に登場するのは汎用型コクピットに対空／対地用の2連砲を背部に背負っている。3巻には歩兵支援用の特殊仕様である「強化シールドタイプ（REINFORCED SHIELD TYPE）」が登場、キット版で言うところの重装甲コクピット風の頭部と両腕にケージ装甲のような外観をした電磁シールド装置を装備し、両肩に背負う2連砲も大型・長砲身化している。
ペガサロス
共和国軍の迎撃戦闘型飛行ゾイド。対空・対地のどちらにも対応するマルチロール機であり、滑空しての急降下能力に優れる。獰猛な性格であるため乗り手を選ぶ側面もある。キット版に比べて翼が大型化したシャープなデザインとなっているが、玩具同様にタイヤのようなパーツも確認できる。
プテラス
ペガサロスの後継機となった共和国軍の飛行ゾイド。翼竜型。垂直離着陸能力を有し、空対空戦闘・対地攻撃の両方を得意とする。首都上空の防衛戦や揚陸部隊の上陸作戦で活躍している。
グスタフ
共和国軍のゾイド。電磁シールド装置とキャノン砲を搭載した駆逐型の攻撃ゾイドとされる。「強化シールドタイプ（REINFORCED SHILD TAYPE）」と呼ばれる。補給部隊でも運用されている。
『ZOIDS Material Hunters』にもプレイアブルゾイドとして実装された。
コマンドウルフ
共和国軍の隠密機動型ゾイド。共和国軍の勇士であるトラップ遊撃隊に配備され、得意のゲリラ戦でシュトルヒも撃破している。その隊長機はコクピットハッチが特殊な形状をしていることから「ドラゴンヘッド」という別名を持つ。
後述のゾイドオリジナルシリーズでは『コマンドウルフRGC（レールガンカスタム）』の名称でキット化されたほか、『ZOIDS Material Hunters』にもプレイアブルゾイドとして実装された。
シールドライガー
共和国軍の高速機動型ゾイド。タテガミ型のシールドを備えており、サーベルタイガーのビーム砲攻撃を無効化するほどの防御力を誇る。パイロットは、トラップ遊撃隊の隊長と師弟関係にあるエース。
後述の関連商品のとおり、threezeroによりフィギュア化されたほか、『ZOIDS Material Hunters』にもプレイアブルゾイドとして登場している。
ゴジュラス
共和国軍の主力ゾイドのひとつ。2巻には「単機攻撃型」と呼ばれる長距離キャノン砲（背中）・シールド付きハンドキャノン（両腕）を装備したタイプ、3巻には「高速機動仕様」と呼ばれるビーム砲内包する装甲を備えたタイプが登場する。

バリゲーター
共和国軍の水陸両用型汎用機。地対空ミサイルやビーム砲を装備し、強襲上陸部隊の支援を行うワニ型ゾイド。3巻に登場する上陸用輸送艇（LANDING TRANSPORTER）の両舷に2機ずつ（左右合計で4機）が合体搭載されており、デスザウラー追撃作戦にも参加している。
サラマンダー
共和国軍の高速滑空型ゾイド。希少な大型翼竜型野生体のつがいをベースにしており、頭部と翼の半分が赤い機体と青い機体のペアで活動した。帝国軍の改造実験基地急襲では活躍したが、デスザウラーを擁する帝国軍奇襲部隊の迎撃戦では荷電粒子ビームにより青いサラマンダーが味方機（赤いサラマンダー）を庇って被弾・撃墜させられた。生き残った赤いサラマンダーは、ウィルソン川から海に撤退するデスザウラーに追跡ビーコンの打ち込みに成功し、デスザウラー追撃部隊を極北の孤島に誘導した。
モルガ
帝国軍の強襲侵攻型のイモ虫型ゾイド。機体の先端には、地球人から供与されたシールドマシンのような超硬度削岩機を装備。中央山脈の地下岩盤を掘り抜いて電撃作戦を成功させた。武器としてはビーム砲を備える。
『ZOIDS Material Hunters』にもプレイアブルゾイドとして実装された。
ハンマーロック
帝国軍の強襲格闘型ゾイド。対地・対空兵装がバランス良く装備されている。電撃作戦では、モルガと連携して機動部隊の先鋒として活躍、共和国軍国境守備隊のゴドスを撃破して共和国侵攻の橋頭堡を確保した。
『ZOIDS Material Hunters』にもプレイアブルゾイドとして実装された。
レッドホーン（メタルホーン）
帝国軍精鋭部隊の主力ゾイド。通常の赤いレッドホーンのほか、エースパイロットの乗る機体として銀色のメタルホーンが登場する。ダリオス撤退戦では殿部隊として共和国軍追撃部隊のプテラスを撃墜するなど奮戦した。
レッドホーン、メタルホーンとも『ZOIDS Material Hunters』にもプレイアブルゾイドとして実装された。

シュトルヒ
帝国軍の飛行ゾイド。対地攻撃能力を持つ。高性能暗視センサーを装備するため夜間戦闘も得意とする。2巻の電撃作戦では、地上の侵攻部隊と共に共和国領に侵入している。
サーベルタイガー
軍事武装勢力のSMILODONを地球人の技術で強化したゾイド。目覚ましい戦果をあげた地球の軍人がエースパイロットとして搭乗する。
『ZOIDS Material Hunters』にもプレイアブルゾイドとして実装された。旧トミー版のサーベルタイガーとほぼ近似するスペックだが、トラ型ではなくサーベルタイガー（スミロドン）型と明記されている。
シンカー
帝国軍のゾイド。潜水可能な空戦ゾイドとして扱われる。多様な武装を搭載できる汎用性があり、暗視センサーによる夜戦能力も有する。爆撃部隊や航空防衛隊に配備されている。
ゴリアテ（GOLIATH）
2巻で初登場となる6本足のオリジナルゾイド。帝国軍所属。暗視センサーや小型レーダーを有しており、偵察機として活躍する。武器としてはミサイルポッドを1基背負っている。
シーパンツァー
帝国軍の強襲上陸型ゾイド。共和国軍の水陸両用型ゾイドに対抗して作られており、対地・対空戦闘にも優れる。単機での兵員輸送能力は劣るものの、大型の輸送艦（MARINE TRANSPORT SHIP）の両舷に合体できる。沿岸守備隊や奇襲部隊に配備されており、攻撃・防衛の両方で活躍している。
デスザウラー
大破したZoic-Noaが沈没している液体金属湖の湖底で幼体が発見された漆黒の機械生命体。地質学者の記録では水深200m地点であるにも関わらず、上空の宇宙空間から降り注ぐプラズマエネルギーを背中のファンから吸収して覚醒する。その際、口腔から吐き出した荷電粒子ビームによりZoic-Noaを破壊して、液体金属湖を瞬間的に蒸発させるだけのエネルギー衝撃波を引き起こすが、デスザウラー自身も一旦は機能停止する。その状態で帝国軍の空中要塞に回収され、戦闘機械獣への改造される。背中のファンで待機中のプラズマエネルギーを吸収し、口の大口径荷電粒子砲から発射する。荷電粒子砲以外にも多数の火器を備えているが、トミーのキット版では背面の防御用武器だった砲塔が、本作では大型化して背負うような形で前を向いている（ただし発砲シーンなし）。またその重装甲は、ウルトラザウルスの集中砲火にビクともしない。ベースとなったゾイドの個体そのものが謎に包まれており、ゾイドコアが存在しない特殊な構造であるため制御が非常に難しい。
作中ではトビチョフ市を壊滅させ、要塞都市ブラッドロックを落とし、ウィルソン湖の攻防戦では共和国軍を全滅させるなど圧倒的な戦闘力を見せつけた。その後、ウィルソン川の渡河時に相対したゴジュラスの闘争本能に呼応するかのように制御を失い、暴走して味方にも被害を与えたため撤退した。極北の孤島で修理された後に、追撃してきた共和国軍を迎え撃ち、荷電粒子ビームを無効化されながらもマッドサンダーを戦闘不能に追い込む。その後、ゴジュラスとの再戦では再び感応現象が生じて暴走し、荷電粒子エネルギーを体中から乱射した挙げ句に高熱で崩壊した氷山の中に消えた。
ディバイソン
共和国軍の高速機動型突撃ゾイド。重装甲・重武装を誇り、頭部に電磁衝撃角とミサイルランチャー、背中（肩）に17連装突撃砲を装備する。大平原オベリアの攻防戦では増援として駆けつけ、帝国軍のトーチカ防衛線突破の立役者となっている。また、帝国領タイガーゲージの戦いでも帝国軍首都防衛隊の撃破に一役買っている。
ウルトラザウルス
共和国軍の超弩級竜脚類型ゾイド。3巻ではプロトタイプ機がトビチョフ兵站基地に配備されており、金属樹海を侵攻してくる帝国軍迎撃のために出撃する。共和国軍の陸戦ゾイドとしては最大級の大口径ロングキャノン4門を持ち、サラマンダーの観測支援を得て遠距離砲撃を行うが、俊敏なアイアンコングには命中させることができず、デスザウラーには集中砲火が通用しなかったため、荷電粒子ビーム砲の攻撃を受けて大破した。
マッドサンダー
共和国軍が対デスザウラー用に開発した特殊な超重量級角竜型ゾイド。頭部の反荷電粒子シールドは宇宙船GIIIの対消滅反応炉を元に開発したもので、吸収した荷電粒子エネルギーを2本の角に充填した上で敵の体内に打ち込む「弾道角攻撃」を必殺技としている。極北の孤島でのデスザウラーとの決戦では、荷電粒子ビームの吸収と角での攻撃は設計通り機能したものの、ゾイドコアを持たないデスザウラーには致命傷にならなかったため反撃を受けて角を喪失、戦闘不能に追い込まれる。ただし、ゴジュラスの活躍により残存部隊と共に島から生還した。キット版のデザインと比べると、頭部のシールドが顔の両側面（両頬）部分を覆うところまで伸びているほか、背中にキャノン砲などを搭載していないのが外見上の相違である。
ディメトロドン
帝国軍の指揮偵察型ゾイド。背ビレがレーダーパネルになっている。レーザー砲やミサイルポッドを装備しているので、高い戦闘力も兼ね備える。大平原オベリアでの防衛ラインでは、高度な索敵能力を活かしてトーチカの砲撃を支援した。
ヘルキャット
帝国軍の小型高速機動型ゾイド。サーベルタイガーの支援を担当する。隠密破壊作戦を得意とする反面、防御戦には不向きな機体であるが、首都防衛隊にも配備されている。
アイアンコング
希少種である類人猿型野生ゾイドをベースにした帝国軍ゾイド。高速機動型の強襲突撃機とされる。両腕に複数の回転カッターを備え、味方の進路を切り開く。共和国領バレシア湾への奇襲上陸作戦では、デスザウラーの露払いを務めて金属樹海を突破、俊敏な動きでウルトラザウルスの砲撃を躱して共和国軍偵察部隊を蹴散らす。一方でゴジュラスには、ウィルソン川で渡橋中に橋を破壊されて落下したり、極北の孤島でのタイマン勝負に死闘の末に敗北したりと、辛酸を舐めている。
ウォディック
帝国軍の魚型ゾイド。対水圧性の高いボディ構造を持っており、深海潜航能力に優れている。武器は、音波砲、ビーム砲、対艦ミサイルランチャーなど。双胴型潜水艇である帝国輸送艇（IMPERIAL TRANSPORTER）の護衛支援メカとしての役割も果たす。
ライモス
帝国軍の新鋭機。レッドホーンの専用として開発された重装甲・重武装ゾイド。鼻先のドリル状の角が主な武器だが、他にも火器と思われる装備がデザインされている。細部は異なるものの、外観や設定はブラックライモスとほぼ同じである。ただし、ブラックライモスはその名の通り黒いが、ライモスはレッドホーンに近い赤系統のカラーリングとなっている。
バスターヘッド（BUSTERHEAD）
3巻に登場する堅頭竜型のオリジナルゾイド。帝国軍所属。特徴的な頭部は、硬い装甲に覆われた内部にキャノン砲を内包しており、頭突きによる先制攻撃を得意とする。共和国首都に侵攻する帝国軍部隊の戦力として、ウィルソン湖やウィルソン川での戦いに参戦しているのが確認できる。巻末のメカニックファイルでは、背中にSMASHという名前が記されたパイロットが併せて掲載されている。
オラゴン（ORAGON）
3巻に登場する漆黒の謎のオリジナルゾイド。コクピットは背中にあり、複数のパイロットが搭乗可能。共和国と帝国の戦いが終わって静寂を取り戻した極北の孤島に飛来する。
ZNAゴジュラス (ZNA GOJULAS)
『暗黒軍の襲来』に登場。ZNAシステムを導入した暴君竜型ゾイドで、頑丈な大腿骨によって俊足を誇る。また、未知の生物を鹵獲するための電磁ネットや電磁ショックガンを装備。パイロットはボウイが務める。
デューズ (DUDES)
『暗黒軍の襲来』に登場。峡谷の環境に適応した源獣の一つで、背中にファンによって急上昇・急降下が可能となっている。
ヴァイコング (VIKONG)
『暗黒軍の襲来』に登場。惑星ゾイドの機械獣に暗黒合成を施した格闘戦用ゾイド。両腕には電磁カッターを備える。

## 登場人物
J.K.(ジョニー)
共和国軍第18機甲師団大尉。2巻で初登場。
ゴジュラスで単身敵地に乗り込んで帝国軍前線基地に迫るが、敵精鋭部隊に囲まれて敗走。重傷を負って森に逃げ込んだところで、地質学者とその助手に救われる。地質学者に同行して、森の深淵にある液体金属湖で漆黒のゾイド（デスザウラー）の覚醒に巻き込まれた。助手のプテラノドンにより共和国首都に搬送されて回復すると再びゴジュラスに乗って故郷のために出撃。デスザウラーとの交戦で謎の感応現象が起きて暴走するが、これは液体金属湖でメカ生体のナノマシンを細胞内に取り込んでしまったためと推定されている。
マスター・ザッパ
トラップ遊撃隊の隊長で、特徴的なヘッドアーマーを搭載したコマンドウルフ"ドラゴンヘッド"を愛機とする。
2巻での登場後は要所で活躍し、コミカライズ版『SS』で登場した。
Drデモン
G3不時着後、帝国についた技術者。ジェノリッターの開発やデスザウラー調整を執り行う
ボウイ
『暗黒軍の襲来』で登場。ジョニーの息子。

## 登場用語
ゾイドニューム
『ZOIDS concept art』の世界において、ゾイドや人々の生活に必要なエネルギー資源。長引く戦争から、『暗黒軍の襲来』時点では枯渇寸前となっている。
デスニューム
『暗黒軍の襲来』で登場。惑星デザートショアに存在するエネルギー資源。
ZNAゾイド(ズィーエヌエーゾイド)
『暗黒軍の襲来』に登場。絶滅の危機に瀕したゾイドの生体を維持するために連邦軍によって開発された新機軸のゾイドで、ゾイドコアの保護のほか、パーツの交換が容易となっている。また、ZNAゾイド同士や源獣ゾイドで合体する事も可能としている。
源獣ゾイド
『暗黒軍の襲来』に登場。惑星デザートショアの金属生命体が、Zoic-Noaのナノマシンを取り込んで独自進化したゾイド。
暗黒合成
暗黒軍のゾイドに用いられている技術で、デスザウラーとダイザウラーの合成体のように、複数のゾイドを合成させる事を可能としている。

## 関連作品

### ゾイドオリジナル
ゾイド30周年を記念して2013年3月から2014年3月まで展開されていたシリーズ。従来のキットに一部新規パーツを加えたリデコ商品と、その機体が活躍するストーリーを中心として構成している。物語は中央大陸戦争末期の3巻末から、連邦軍の発足する『暗黒軍の襲来』までの間を中心に描かれる。
販売キット
- ミラージュフォックス
- ジェノリッター
- コマンドウルフRGC
- ストームソーダーFSV

### ゾイドSS
電撃ホビーマガジン2013年7月号から2014年5月号まで連載された漫画。全11話。
ゾイドオリジナルをコミカライズしたもので、シナリオは基本的に公式サイト掲載のものを踏襲しているが、細かな人物描写や展開には差異も存在する。

### threezero フィギュア
香港を拠点にしているフィギュアメーカーのthreezeroが原型制作・発売した塗装済みの可動フィギュア。concept artに登場したデザインのシールドライガーとアイアンコングが発売された（販売はグッドスマイルカンパニー）。通常のゾイドのキットと同じ1/72スケールだが、HMMシリーズ以上の高価格商品である。後述のZOIDS Material Huntersの事前登録者などを対象にしたプレゼントキャンペーンが実施された。
- ZOIDS SHIELD LIGER (ゾイド シールドライガー) - 2014年4月発売[58]
- ZOIDS IRON KONG (ゾイド アイアンコング) - 2015年8月発売[59]

### ZOIDS Material Hunters
2015年5月よりサービスを開始していたモバイル向けゲーム。世界観はZOIDS concept artを踏襲する。開発はブロードメディアが行った。

### ZOIDS FIELD OF REBELLION
詳細は『ZOIDS FIELD OF REBELLION』参照。